# Bataille de Blackburn's Ford
Guerre de Sécession
Batailles
Campagne de Manassas
- 1er Fairfax Court House
- Arlington Mills
- Vienna
- Hoke's Run
- Blackburn's Ford
- 1er Bull Run

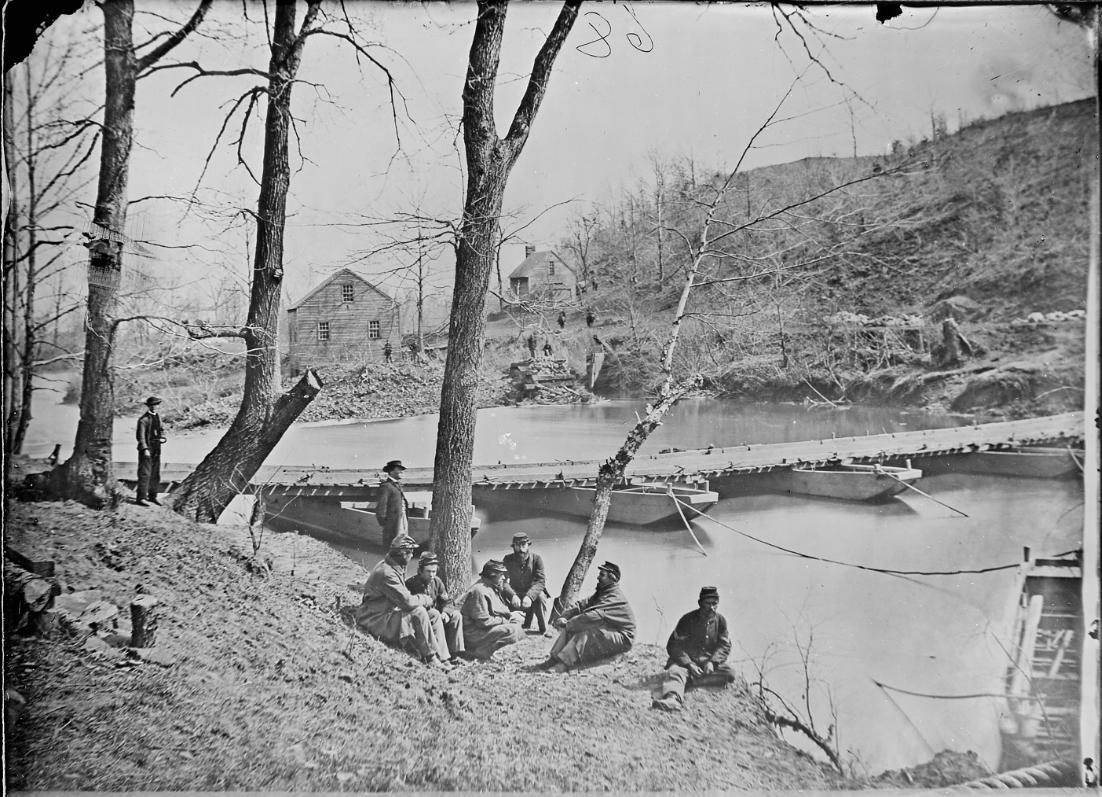

La bataille de Blackburn's Ford est une bataille de la guerre de Sécession qui eut lieu le 18 juillet 1861 dans les comtés de Prince William et de Fairfax en Virginie, durant la campagne de Manassas.